# Lawyer Man
Lawyer Man är en amerikansk långfilm från 1933 i regi av William Dieterle, med William Powell, Joan Blondell, David Landau och Helen Vinson i rollerna. Filmen bygger på boken Lawyer Man av Max Trell.

## Handling
Anton Adam (William Powell) är en hårt arbetande advokat som just fått sin klient frikänd i kamp mot den klart mer framgångsrika New York-advokaten Granville Bentley (Alan Dinehart). Granville ser talang hos Adam och erbjuder honom ett partnerskap på sin firma, något som han accepterar. Antons sekreterare, Olga Michaels (Joan Blondell) följer även hon med till det nya kontoret, men hon är inte särskilt glad över hur lätt han tar på hur lagen fungerar. En ny klient kommer in på Antons kontor, den vackra skådespelerskan Virginia (Claire Dodd), som blir presenterad som en kvinna vars man, läkaren Dr. Gresham, övergett henne.
Anton stämmer läkaren för att ha brutit sitt löfte om giftermål, men Virginia ringer upp honom och ber honom att lägga ner målet. På ett surt sätt förklarar han att han minsann har bevis och att fallet ska fortgå, men det han inte vet är att hon spelar in samtalet. Anton stäms för utpressning och möter en tuff jury. Hans karriär på firman tar slut och han gör allt för att hämnas på dem som satte dit honom. Efter att ha fått det han ville inser han vad han egentligen vill göra. Med sin trogna sekreterare vid sin sida återanvänder han till sina gamla kontor för att starta en vanlig och ärlig advokatfirma.

## Rollista
| William Powell | – Anton Adam  |
| Joan Blondell  | – Olga        |
| David Landau   | – Gilmurry    |
| Helen Vinson   | – Barbara     |
| Claire Dodd    | – Virginia    |
| Alan Dinehart  | – Bentley     |
| Allen Jenkins  | – Izzy Levine |